# Team Roth/Saison 2016
Dieser Artikel listet Erfolge und Fahrer des Radsportteams Team Roth in der Saison 2016 auf.

## Zugänge – Abgänge
| Zugänge             | Team 2015                    | Abgänge                | Team 2016 |
| ------------------- | ---------------------------- | ---------------------- | --------- |
| Nicolas Baldo       | Team Vorarlberg              | Alessio Bottura        |           |
| Nicola Toffali      | Neoprofi                     | Yannick Eckmann        |           |
| Matthias Krizek     | Team Felbermayr Simplon Wels | Ricardo Tomas Creel    |           |
| Andrea Zordan       | Androni Giocattoli-Sidermec  | Temesgen Teklehaymanot |           |
| Bruno Pires         | Tinkoff-Saxo                 | Michael Bresciani      |           |
| Grischa Janorschke  | Team Vorarlberg              | Silvan Dieterich       |           |
| Frank Pasche        | Neoprofi                     | Gianluca Ocanha        |           |
| Marco d’Urbano      | GM Cycling Team              | Miloš Borisavljević    |           |
| Lucas Gaday         | Unieuro Wilier               |                        |           |
| Valentin Baillifard | Neoprofi                     |                        |           |
| Martin Kohler       | Drapac Professional Cycling  |                        |           |
| David Belda         | Burgos-BH                    |                        |           |
| Rino Zampilli       | Amore & Vita-Selle SMP       |                        |           |

## Mannschaft
| Teamkader 2016                            | Teamkader 2016     | Teamkader 2016 | Teamkader 2016                     |
| Name                                      | Geburtsdatum       | Land           | Vorheriges Team                    |
| ----------------------------------------- | ------------------ | -------------- | ---------------------------------- |
| Valentin Baillifard                       | 25. Dezember 1993  | Schweiz        |                                    |
| Nicolas Baldo                             | 10. Juni 1984      | Frankreich     | Team Vorarlberg (2015)             |
| David Belda                               | 18. März 1983      | Spanien        | Burgos-BH (2015)                   |
| Nico Brüngger                             | 2. November 1988   | Schweiz        |                                    |
| Dimitri Bussard (1. Jan.–20. Mär.)        | 10. Juli 1996      | Schweiz        |                                    |
| Alberto Cecchin                           | 8. August 1989     | Italien        | Nippo-De Rosa (2013)               |
| Marco D'Urbano                            | 15. August 1991    | Italien        | GM (2015)                          |
| Lucas Gaday                               | 20. Februar 1993   | Argentinien    | Unieuro Wilier (2015)              |
| Grischa Janorschke                        | 30. Mai 1987       | Deutschland    | Team Vorarlberg (2015)             |
| Lukas Jaun                                | 29. Juli 1991      | Schweiz        |                                    |
| Martin Kohler                             | 17. Juli 1985      | Schweiz        | Drapac Professional Cycling (2015) |
| Matthias Krizek                           | 29. September 1988 | Österreich     | Felbermayr Simplon Wels (2015)     |
| Tristan Marguet                           | 22. August 1987    | Schweiz        |                                    |
| Dylan Page                                | 5. November 1993   | Schweiz        |                                    |
| Frank Pasche                              | 19. März 1993      | Schweiz        |                                    |
| Andrea Pasqualon                          | 2. Januar 1988     | Italien        | Area Zero (2014)                   |
| Bruno Pires                               | 15. Mai 1981       | Portugal       | Tinkoff-Saxo (2015)                |
| Colin Stüssi                              | 4. Juni 1993       | Schweiz        |                                    |
| Roland Thalmann                           | 5. August 1993     | Schweiz        |                                    |
| Nicola Toffali                            | 20. Oktober 1992   | Italien        |                                    |
| Giacomo Tomio (1. Jan.–31. Jul.)          | 6. Juli 1995       | Italien        |                                    |
| Andrea Vaccher                            | 21. Dezember 1988  | Italien        |                                    |
| Rino Zampilli                             | 7. März 1984       | Italien        |                                    |
| Andrea Zordan                             | 11. Juli 1992      | Italien        |                                    |
|                                           |                    |                |                                    |
| Quellen: ProCyclingStats Cycling Archives |                    |                |                                    |